# دييغو ليما
دييغو ليما (18 يونيو 1990 بريو دي جانيرو في البرازيل - ) هو لاعب كرة قدم برازيلي في مركز حراسة المرمى. لعب مع نادي فلامنغو وAmérica Futebol Clube (Teófilo Otoni) ‏.